# La banda Picasso
Pour plus de détails, voir Fiche technique et Distribution.
La banda Picasso est un film espagnol réalisé par Fernando Colomo, sorti en 2012.

## Synopsis
À la suite du vol de La Joconde, Pablo Picasso est arrêté.

## Fiche technique
- Titre : La banda Picasso
- Réalisation : Fernando Colomo
- Scénario : Fernando Colomo
- Musique : Juan Bardem
- Photographie : José Luis Alcaine
- Montage : Antonio Lara et María Lara
- Production : Beatriz de la Gándara
- Société de production : Fernando Colomo Producciones Cinematográficas et FilmTeam
- Pays :  Espagne
- Genre : Comédie policière
- Durée : 101 minutes
- Dates de sortie : 
  -  Espagne : 14 décembre 2012 (présentation aux prix Goya) - 25 janvier 2013

## Distribution
- Ignacio Mateos : Pablo Picasso
- Pierre Bénézit : Guillaume Apollinaire
- Jordi Vilches : Manolo Hugué
- Stanley Weber : Georges Braque
- David Coburn : Leo Stein
- Louise Monot : Marie Laurencin
- Alexis Michalik : le baron
- Thomas Jouannet : Henri-Pierre Roché
- Raphaëlle Agogué : Fernande Olivier
- Eszter Tompa : Alice B. Toklas
- Lionel Abelanski : Max Jacob
- Tony Gaultier : Henri Matisse
- Cristina Toma : Gertrude Stein
- András Buzási : Franz

## Distinctions
Le film a été nommé pour 2 prix Goya dans les catégories Meilleure chanson et Meilleurs costumes.